# Церцерисы

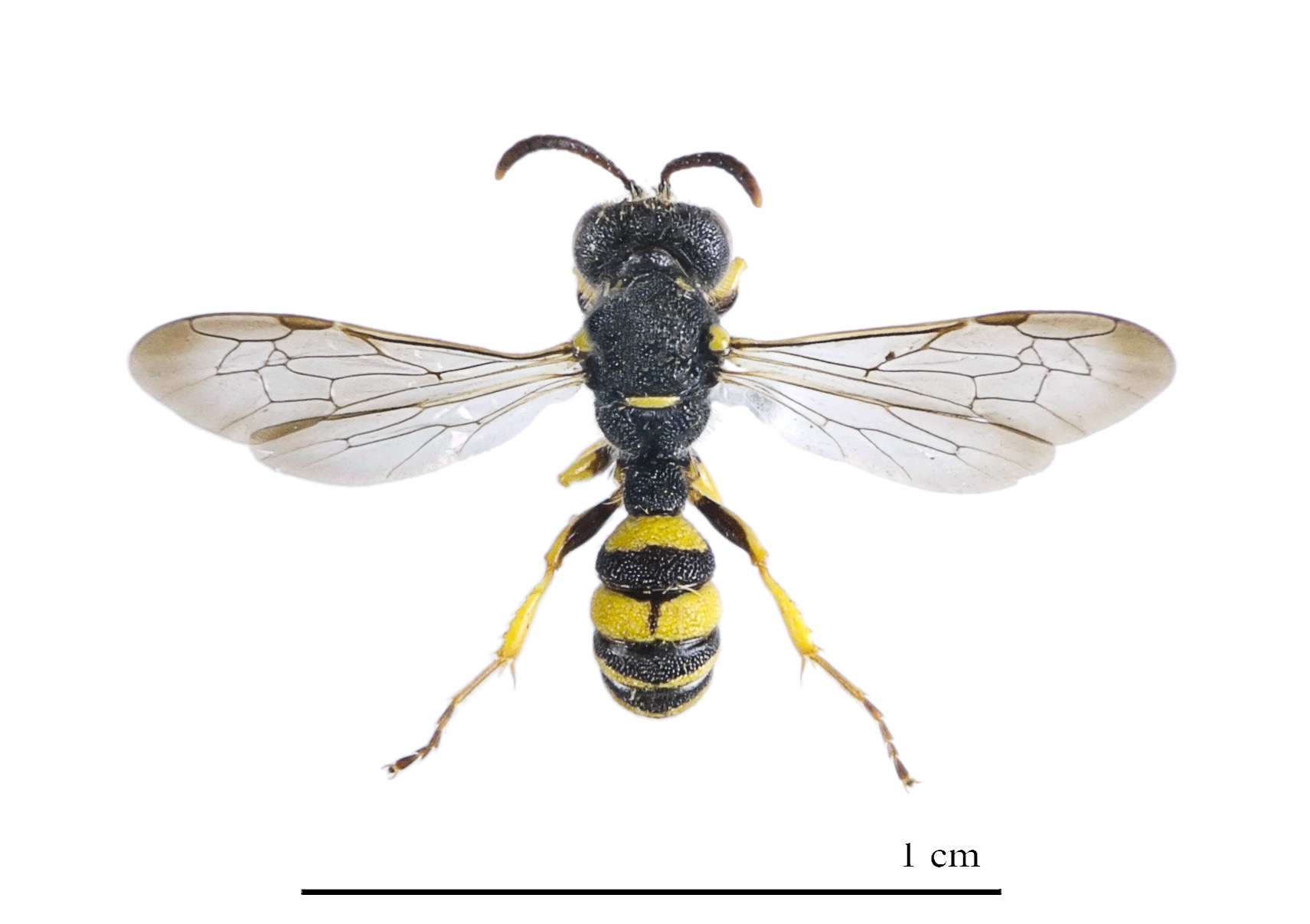
Оса Cerceris sabulosa

Церце́рисы, или жукоеды (лат. Cerceris) — один из крупнейших родов песочных ос (Crabronidae) из подсемейства Philanthinae. Около 1000 видов.

## Описание
Длина 10—15 мм. Лицо самок имеет разнообразные выступы на наличнике (клипеусе). Одиночные осы, строящие гнезда в земле на глубине 10—20 см (от 3 см до 1 м). Охотятся на жуков (долгоносики, златки, листоеды) и одиночных пчёл (Halictidae). Парализованными жертвами осы выкармливают своих личинок. Взрослые осы питаются нектаром (Bohart and Menke, 1976).

## Классификация
Вместе с родом Eucerceris относится к трибе Cercerini. В мировой фауне более 1000 видов.
Некоторые виды:
- Cerceris abdominalis (Fabricius, 1804)
- Cerceris albofasciata (Rossi, 1790)
- Cerceris arenaria (Linnaeus, 1758)
- Cerceris circularis (Fabricius, 1804)
- Cerceris fimbriata (Rossi, 1790)
- Cerceris flavilabris (Fabricius, 1793)
- Cerceris interrupta (Panzer, 1799)
- Cerceris media Klug, 1835
- Cerceris quadricincta (Villers, 1799)
- Cerceris quadrifasciata (Panzer, 1799)
- Cerceris quinquefasciata (Rossi, 1792)
- Cerceris rubida (Jurine, 1807)
- Cerceris ruficornis (Fabricius, 1793)
- Cerceris rybyensis (Linnaeus, 1771)
- Cerceris sabulosa (Panzer, 1799)
- Cerceris tuberculata (Villers, 1787)

### Дополнение
- 2023: Cerceris anubis (Кения, Танзания), C. centralafricanula (Центральная Африканская Республика), C. chimoio (Мозамбик), C. ethiopia (Эфиопия, Кения, Малави, Танзания), C. hanangensis (Танзания, горы Хананг, Меру), C. mackinnona (Эфиопия, Кения, Танзания), C. namibiensis (Намибия), C. nigeriaensis (Нигерия), C. nut (Кения, Танзания), C. pseudoanubis (Эфиопия, Кения, Танзания), C. pseudocurvitarsis (Буркина Фасо), C. pseudosolitaria (Танзания), C. ptah (Кения), C. saveensis (Мозамбик), C. sidamoensis (Эфиопия, Кения), C. tangaensis (Танзания), C. tefnut (Эфиопия), C. tsavoensis (Эфиопия, Кения, Танзания), C. voiensis (Кения)[5]

## Распространение
Многочисленны в аридных регионах. Палеарктика (свыше 200 видов), Афротропика (около 200), Индо-Малайская область (200), Неотропика (свыше 100), Неарктика (75), Австралия (более 40) В Казахстане и Средней Азии более 100 видов. В Европе около 50 видов., в России 62 вида.